# Gare de Cambrai
Ne doit pas être confondue avec la gare de Cambrai-Annexe.
La gare de Cambrai (anciennement Cambrai-Ville) est une gare ferroviaire française de la ligne de Saint-Just-en-Chaussée à Douai, située à proximité du centre-ville de Cambrai, sous-préfecture du département du Nord, en région Hauts-de-France.
C'est une gare de la Société nationale des chemins de fer français (SNCF), desservie par des trains TER Hauts-de-France.

## Situation ferroviaire
Établie à 70 mètres d'altitude, la gare de Cambrai est située au point kilométrique (PK) 194,500 de la ligne de Saint-Just-en-Chaussée à Douai, entre les gares fermées de Rue-Saint-Ladre et de Blécourt ; la première gare ouverte, en direction de Douai, est celle d'Aubigny-au-Bac. Sur cette ligne, seule la section entre Cambrai et Douai est encore en service.
Depuis la fermeture aux voyageurs de la gare de Cambrai-Annexe, elle est desservie par des trains circulant sur la ligne de Busigny à Somain, du fait de la bifurcation de Cambrai-Sud, vers le raccordement de Cambrai-Sud, et de la bifurcation d'Awoingt-Ouest, vers le raccordement de Cambrai-Nord. Sur cette dernière ligne, elle est située entre les gares ouvertes de Wambaix et d'Escaudœuvres.

## Histoire

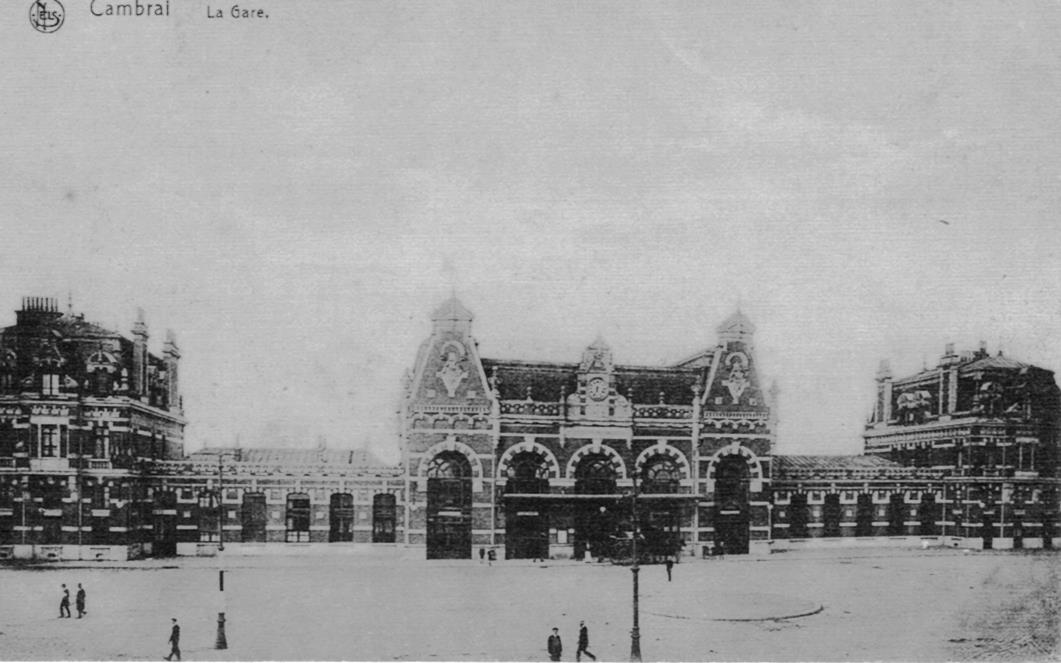
La gare, avant 1918.

Dès 1833, le conseil municipal sollicitait le passage d'une ligne de chemin de fer par Cambrai. Toutefois, le tracé par Arras et Douai, vers Lille, avec un embranchement vers Valenciennes, fut préféré en 1845. La première station de Cambrai (devenue la gare de Cambrai-Annexe) est mise en service le 15 juillet 1858 par la Compagnie des chemins de fer du Nord, lorsqu'elle ouvre à l'exploitation la ligne de Busigny à Somain.
D'autres lignes de chemin de fer, d'intérêt local, voient le jour au XIXe siècle, notamment en 1880 ; ainsi, la Société des chemins de fer du Cambrésis exploitait trois lignes, entre Cambrai, Caudry, Saint-Quentin, Le Cateau et Denain. La gare de Cambrai-Ville était également le terminus, à partir de 1898, d'une ligne secondaire à voie normale des CGL/VFIL, reliant Cambrai à Marquion et à Boisleux-au-Mont ; son usage était agricole.
À partir du 27 avril 1944, la gare et son quartier subissent des bombardements alliés (en l'occurrence de la Royal Air Force, mais aussi les Américains qui utilisent des B-26 Marauder et des B-17 Flying Fortress). Il s'agit alors de paralyser les transports ferroviaires des occupants allemands.
Cambrai était autrefois reliée à Paris-Nord par Péronne, Chaulnes, Montdidier et Saint-Just-en-Chaussée. Alors que l'électrification de la ligne Cambrai – Douai avait été réalisée pour le TGV, la liaison Paris-Nord – Douai – Cambrai fut plus tard supprimée faute d'une fréquentation suffisante. Pour se rendre à Paris-Nord, il est donc nécessaire d'utiliser la liaison TER (ex-Intercités) via Busigny, Saint-Quentin et Compiègne.
La gare de Cambrai-Ville est fermée au service des marchandises le 15 juillet 2008 ; l'activité est alors reportée à Cambrai-Annexe.
En 2024 et 2025, divers travaux sont effectués en gare : réparations du plafond du hall du bâtiment voyageurs, remplacement d'aiguillages (dans le cadre de la rénovation de la ligne Cambrai – Douai), rehaussement des quais et construction d'une passerelle.

## Service des voyageurs

### Accueil
Gare de la SNCF, elle dispose d'un bâtiment voyageurs, avec guichet, ouvert tous les jours. Elle est équipée d'automates pour l'achat de titres de transport. C'est une gare disposant d'aménagements, d'équipements et de services pour les personnes à la mobilité réduite.

### Desserte
La gare est desservie par des trains régionaux du réseau TER Hauts-de-France, permettant une desserte depuis et vers Paris-Nord (soit un aller-retour quotidien). D'autres TER effectuent des missions entre les gares de Lille-Flandres, ou de Douai, et de Cambrai, voire de Saint-Quentin (entre Douai et Cambrai, ces trains circulent via Somain, ou alors par Aubigny-au-Bac notamment en ce qui concerne les omnibus) ; de Cambrai et de Valenciennes ; de Dunkerque et de Saint-Quentin (en été).

### Intermodalité
Un parc à vélos sécurisé se situe près de la gare, à côté de la maison de la mobilité.
Un parking payant est aménagé sur la place Maurice-Schumann (parvis de la gare) ; en outre, un parking relais gratuit se trouve en face de l'IFSI de Cambrai, non loin de la gare.
Une gare routière est implantée à proximité ; elle est desservie par :
- des autobus du réseau TUC (lignes 1 à 5, 9 à 18, N1 à N4, Z1, S20 à S70, S90, S100 et S140) ;
- des autocars (réseaux interurbains) :
  - Arc-en-Ciel 3 (Nord) : lignes 801, 801E, 802, 806, 807, 822, 826, 827 et 828,
  - Oscar (Pas-de-Calais) : lignes 406, 410E et 437,
  - Trans'80 (Somme) : ligne 735.